# Felix Benneteau-Desgrois
Félix Benneteau-Desgrois (París, 9 de mayo de 1879-Nogent-sur-Marne, 5 de noviembre de 1963) fue un escultor francés.

## Biografía
Nacido el 9 de mayo de 1879.
Alumno de Antonin Mercié, Alexandre Falguière y Denis Puech.
Ganador del Gran Premio de Roma de Escultura en 1909, con el bajo relieve titulado “Venus salvando a Helena de la muerte” que se conserva en la École Nationale Supérieure des Beaux-Arts, donde el escultor fue alumno. Permaneció pensionado en la Villa Médicis de Roma del 12 de enero de 1910 al 31 de diciembre de 1913
Profesor en la Académie de la Grande Chaumière de París, entre sus alumnos se encuentran las escultoras Marguerite Demonnerot y la estadounidense Augusta Savage, que en el año 1929 estuvo asistiendo al estudio de Benneteau en el n.º 5 de la rue de Bagneux.
Benneteau-Desgrois participa asiduamente en los salones de París, con retratos de actores y políticos, entre ellos en los Salones de Otoño de París, en el Salón de los Independientes y en el de la Sociedad de Artistas de Francia.
Varias de sus obras se encuentran en los museos franceses. así como en diferentes poblaciones de Francia, como Asnières sur Seine, Yèvre-le-Châtel y Étampes.

## Obras
- Danza de fuego, con Anna Pavlova  y Mikhail Mordkin, (hacia 1920) bronce. Grupo de dos figuras[10]
- Danzarina libre y danzante con platillos, muy similar al anterior  Grupo de dos figuras en bronce con peana de mármol[11]
- El Naufragio  bronce pátina marrón y dorada Medidas 46 x 31 x 26 cm[12]
- Retrato de  don Ismael Teniente de Lesseps,  , hijo del fundador del Canal de Suez, Ferdinand de Lesseps.[13]
- Retrato en Busto del General Pershing ,(anterior a 1930) escayola, Blérancourt ; musée national de la coopération franco-américaine.[14]
- Retrato en busto de Firmin Gémier (1937), Teatro del Odeón de París[15]
- Retrato en busto del actor Eugène Silvain,  en el jardín que lleva su nombre en Rue Parmentier, Asniérois sur Seine[16]
- Retrato en busto del escritor François Mauriac
- Retrato en busto de Georges Courteline (48°50′41″N 2°24′07″E / 48.8447638, 2.4018129), en la Square Courteline, avenida de Saint Mandé, París[17]
- Grupo de Bronce que corona el Monumento a los muertos de la 1ª Guerra Mundial. , square du 8 mai 1945, antigua square du Souvenir, avenue de Dourdan, Étampes
- El beso, bronce con base de mármol negro.